# Vykrutasy
Vykrutasy (russisk: Выкрутасы) er en russisk spillefilm fra 2011 af Levan Gabriadze.

## Medvirkende
- Milla Jovovitj – Nadezjda (Nadja)
- Konstantin Khabenskij – Vjatjeslav Kolotilov (Slava)
- Ivan Urgant – Danila (Danja)
- Sergej Garmasj – Khlobustin
- Vladimir Mensjov